# Elaphoglossum peltatum
Elaphoglossum peltatum là một loài thực vật có mạch trong họ Lomariopsidaceae. Loài này được (Sw.) Urb. mô tả khoa học đầu tiên năm 1903.